# Boletina struthioides
Boletina struthioides is een muggensoort uit de familie van de paddenstoelmuggen (Mycetophilidae). De wetenschappelijke naam van de soort is voor het eerst geldig gepubliceerd in 2004 door Polevoi & Hedmark.